# 下水道的鱷魚

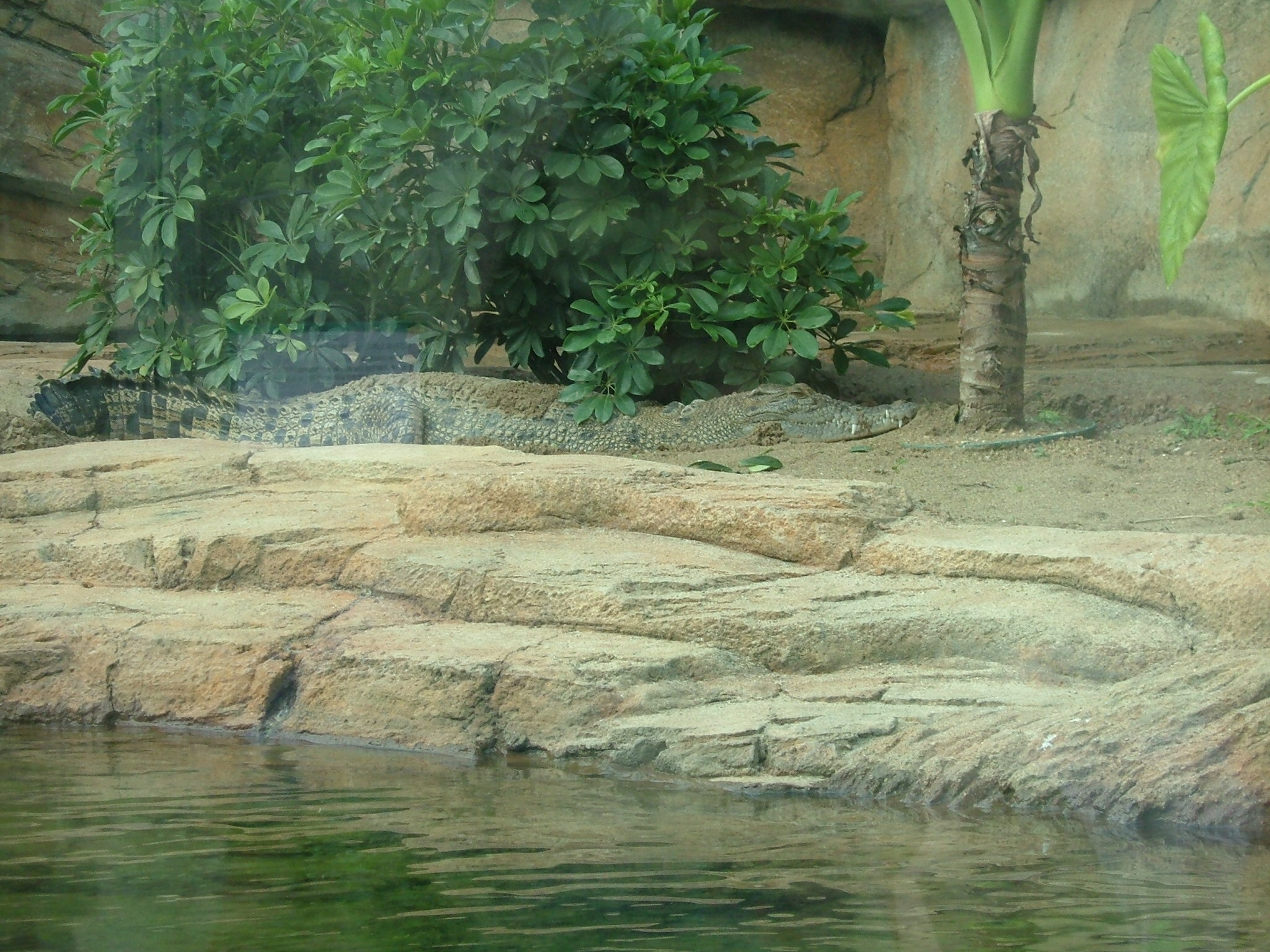
一條離奇出現在香港山貝河的小灣鱷「貝貝」，是下水道的鱷魚都市傳奇的實例。

下水道的鱷魚，是世界上其中非常流行和知名的都市傳奇之一，源於真實事件，傳說主要描述成為人們寵物的小鱷魚，長得太大無法再當寵物養時，不負責任的主人將之沖入馬桶中，然後一直住在下水道內。
然而現實中，鱷魚不容易生活於不見天日的城市下水道中；鱷魚為冷體動物，無法自行調節體溫，變溫動物是没有体内调温系统的動物。一般体温不平，或者以行动来调节体温。但由於溫帶地區使用後的熱廢水亦會排入下水道中，繁殖期也因此比较短，讓鱷魚可以活動生長。

## 來源
這個傳說，源於1935年2月10日，一群住在美國紐約的年輕人，在哈林河畔其下水道捉到一條鱷魚，事件被刊登在《紐約時報》，引發轟動。事件曝光以後，整整1930年代，紐約或附近地區的市民在各處，包括布魯克林地鐵站、布朗克斯的河流、東河及郊區的湖內都發現鱷魚蹤影，市內人心惶惶。
結果，紐約下水道公司召集一班敢死隊掃蕩下水道，至1936年，鱷魚完全在下水道中徹底消失，事件隨之成為陳年舊事，遭人遺忘。但根據《紐約時報》1938年8月16日所報導，一群漁夫在一週之內連續在新羅契爾的胡格納湖中捕獲五條鱷魚。
在歐洲的國家如法國，小鱷魚同樣地視為寵物，大鱷魚則成為馬戲團寵兒。這樣，他們和紐約人一樣面對同一問題。1988年，巴黎動物園平均每年在公眾地方找到三條鱷魚，結果鱷魚出沒也成平常事。
其實在世界各地，沒有任何可以給鱷魚自然生長的城市出現鱷魚，固然罕有，但並非不可能。因為在中國廣東一帶一向有食野味的習慣，走私野生動物（包括鱷魚）十分常見。2003年11月，香港新界元朗山貝河發現有鱷魚出沒，引起香港人的驚愕和好奇心，人跡罕至的山貝河突然成為生態旅遊景點，傳媒爭相拍攝。香港政府派鱷魚專家和鱷魚周旋了幾個月，最終2004年6月由漁農自然護理署人員捕獲，證為灣鱷，並安置入香港濕地公園，命名為貝貝。香港為什麼有鱷魚出沒，眾說紛紜，香港政府對入口諸如鱷魚等危險生物有嚴格限制，而且香港生活環境擠逼，飼養鱷魚幾近不可能。有一種說法是貝貝原是非法入口的鱷魚，移居香港的大陸新移民作野味食用，但逃脫走入山貝河，不過真相如何，已經無從稽考。
甚至日本金澤市，也有鱷魚遭遺棄，出沒於住宅區旁的水溝的傳聞。兩條鱷魚被人們在水溝中發現，嚇壞農夫，而日本警方懷疑兩條鱷魚遭惡意遺棄，才流落於此。

## 成為傳奇
下水道的鱷魚傳說成為人們對爬行动物恐惧的反映，1970年，一名叫吉伯·拉斯寇爾（Gilbert Lascault）撰寫一文《地下之下的謊言與恐嚇》中表示：

在以前的年代，美國紐約市是可以買鱷魚當做寵物的，而這個傳說提到，有一些小孩買了鱷魚寶寶之後，因為頑皮就把牠們丟進馬桶裡沖掉，所以這些鱷魚就被沖進下水道，然後在下水道繁殖，越生越多，因此出現了紐約市下水道都是鱷魚的傳說。大家一開始都覺得這是無稽之談，沒想到在 1935 年的時候，New York Times（紐約時報）報導了在下水道發現鱷魚的新聞，而跌破大家的眼鏡。雖然說真的出現了一隻鱷魚，但並沒有所謂「一大堆鱷魚」住在紐約市下水道這件事，所以真實性可以說只有 80% 吧 。」

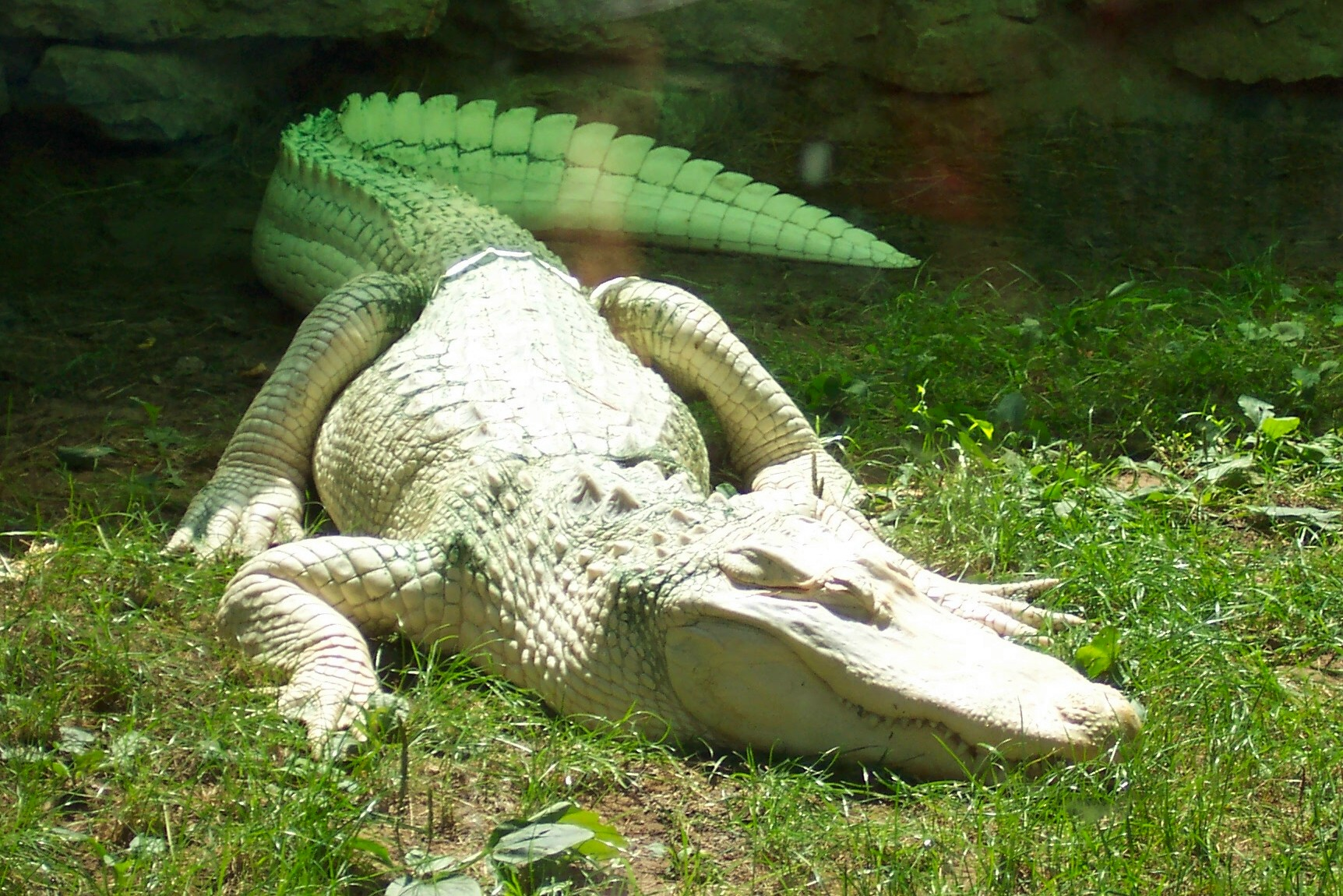
一條白化的鱷魚

1960年代末，加利福尼亞大學柏克萊分校的學生又流傳一段傳言，把下水道的鱷魚傳說和其他都市傳奇融合，傳言大致表示，一種品質極好的新品種大麻，叫「紐約白大麻」（事實上不存在），其種子在一次警察掃盪期間由馬桶沖到下水道，結果竟然茂盛滋長，但採集的難度極高，因為那裡有白化鱷魚：

「有一回，伴隨着一些好朋友，我們在街上閒逛，並且開始試着解釋為什麼冬天下水道的出口會冒煙。我們想像，被人從抽水馬桶裡沖掉丟棄的大麻、嬰兒和鱷魚統統都長大了，在下水道裡長大的孩子大麻菸癮愈來愈重，抽得越來越凶，而且騎着鱷魚到處兜圈子，因此下水道會冒出煙來。」

雖然這是一個都市傳奇，但現實中不時都發現有鱷魚疑似出現在下水道。就在2010年8月22日，一名紐約皇后區居民喬伊絲·哈克特（Joyce Hackett）下午在一輛公車底見到鱷魚。由於沒人知道他的來源，很多人相信他是來自下水道。

## 傳說隱喻
在民俗學的理解，下水道的鱷魚傳奇其實是類似屠龍英雄的典型主題，下水道的鱷魚往往最後被殺（或被捉），不過殺鱷者亦會反思自己是否做得對，甚至反悔。

### 鱷魚

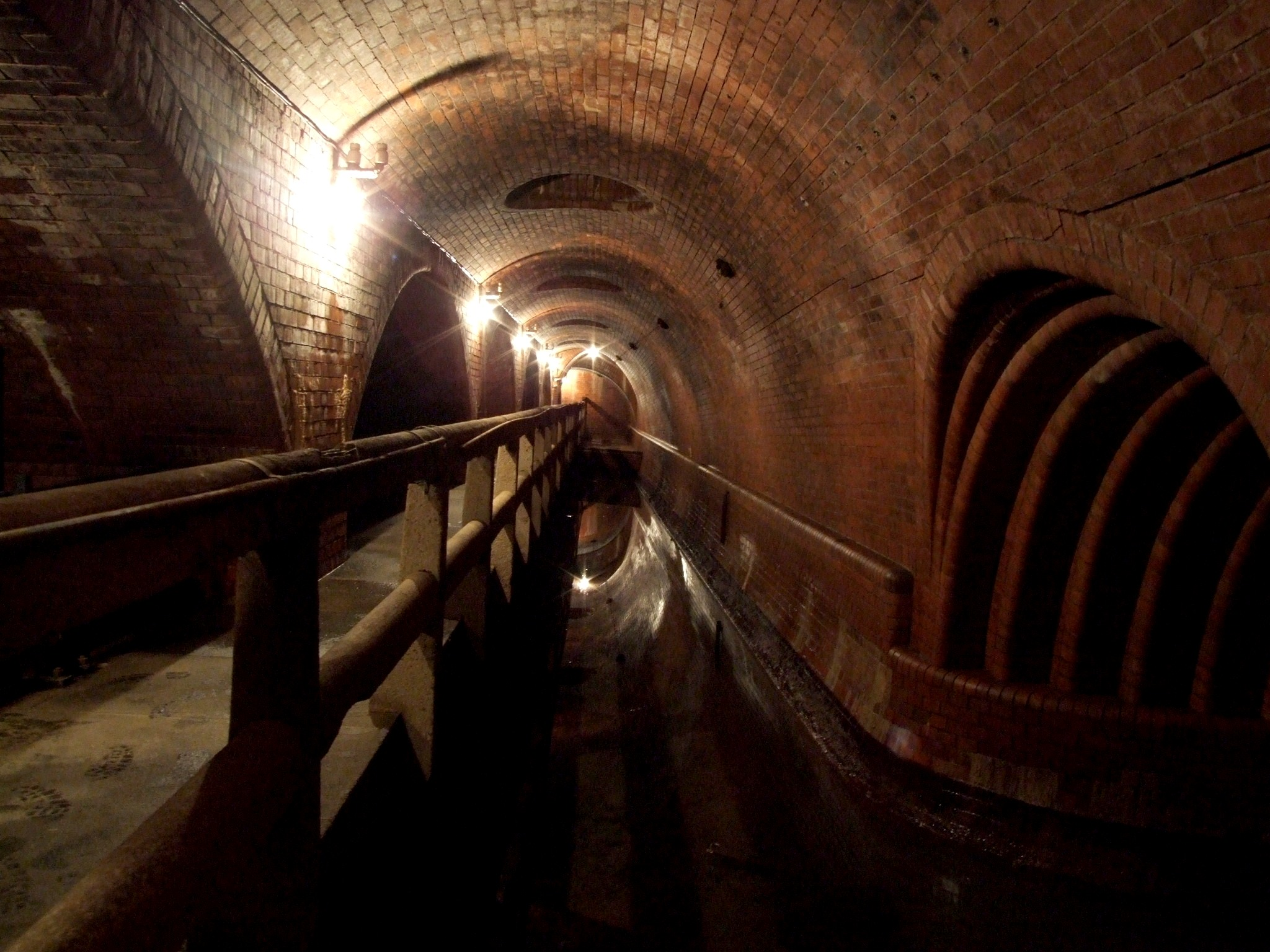
下水道暗含大自然力量不可抗的象徵。

鱷魚在寓言中，通常扮演着攻擊性強，危險極高，不可馴化的角色，牠有一張大嘴，象徵貪婪，外形亦絕不可愛。民俗學文化精神分析指出，其實下水道的鱷魚代表男性對維持雄風和男士魅力之焦慮，鱷魚並非常見寵物，周身黏液，亦不討人喜歡，類比成糞便，將之丟入下水道中成為合理的事，把所有焦慮排解出去。事实上，1930年代的美国东南岸，鳄鱼皮革业相当兴盛，皮革工人在佛罗里达州的泥沼中捕捉小鳄鱼，养大后往皮革厂加工。
英文俚語：「When you're up to your ass in alligators.（當你將自己的臀部塞進鱷魚群內。）」暗含攻擊男士雄風和表示焦慮的象徵。美國很多遊樂園都有安排張大嘴巴的鱷魚標本，遊客往往喜歡把臀部塞進鱷魚嘴巴拍照，說明鱷魚等於去勢的象徵。很多傳奇變化中，下水道的鱷魚會由下水道攻擊使用公共廁所的人們，更顯示去勢的對應。

### 下水道
多數下水道佈滿垃圾、細菌、害蟲和小動物，卻又空間廣闊，四通百達，幾乎每一個家庭都有一個出入口，同時內裡環境的不可控，加上生態污染，令人不安，焦慮提升。结果，纽约下水道公司召集一班敢死队扫荡下水道，至1936年，鳄鱼完全在下水道中彻底消失，事件随之成为陈年旧事，遭人遗忘。 
當下水道的鱷魚傳奇到了群眾認識生態污染的時候，鱷魚也發生變異，包括視力衰退、白化和變得兇殘。這象徵人類並不可能主導自然，當大自然的力量高於城市的可控性和文明，人類的主導性會消失。

## 現實影響
下水道的鱷魚傳奇成為不少小說、電影和電玩、卡通的題材。

### 小說
1963年，托馬斯·品欽（Thomas Pynchon）的小说《V.》中写到，書中角色普罗费恩（Benny Profane）加入掃鱷敢死隊
，深入下水道，搜捕猛獸。

### 電影、戲劇
- 1960年代至1970年代，不少電影描述下水道及下水道的鱷魚的恐懼。
- 1967年電影《閣樓》，主人翁夫婦被壞人丟棄在下水道世界中，必須面對不知名猛獸威脅。
- 1980年，電影《鱷魚》描述一條鱷魚被丟下下水道十二年後，受到污染，成為怪獸，走出下水道向人們報復[1]。
- 2012年日劇《都市傳說之女》最終回，出現疑似紐約下水道鱷魚的殺人事件
- 美国情景喜剧《成长的烦恼》中，本·西维尔曾以这个题材拍摄家庭录影带《恐怖》作为课外作业。

### 電玩、卡通
卡普空於1998年在PlayStation平台上所推出的知名恐怖生存遊戲《惡靈古堡2》（Bio Hazard 2、Resident Evil 2），該遊戲內容當中的下水道場景，亦有巨大的下水道的鱷魚。
著名線上遊戲《魔獸世界》當中人類主城「暴風城」中的河道中會隨機出現下水道鱷魚的怪物，並無任何任務與之相關，為一具攻擊性的NPC，但只要不下水靠近、主動挑釁皆不會受到傷害，極盡惡搞之意。
動畫《蓋酷家庭》（Family Guy）其中一回雞打架（Chicken Fight）中，主角彼德與大公雞扭打至下水道時曾遇上鱷魚。
日本動畫《機動警察》也有類似的故事。
《鳄鱼小顽皮爱洗澡》，一款运行于iOS和Android平台的小游戏。
运行于iOS和Android平台的《飢餓鯊世界》中，南中國海版圖的下水道中有鳄鱼作爲鯊魚的死敵和獵物。